# Сейтар
Сейтар е рок група от Украйна, която изпълнява музика в стил RAC. Създадена е през 2001 година в Киев. Активна е до 2010 година.

## Дискография
Дискография на Сейтар:
- Live at Kiev (2001)
- Смерть Ворогам! (2005)
- Неизданное (2014)

## Състав
- Виталий – вокал, барабани
- Алексей – китара